# سنت-مارت-سور-لو-لاک، کبک
سنت-مارت-سور-لو-لاک (به فرانسوی: Sainte-Marthe-sur-le-Lac) شهرکی در منطقه شهری دو-مونتاین ناحیه لورانتید در استان کبک کانادا است. در سرشماری سال ۲۰۱۱ این شهرک ۱۰٬۶۶۰ نفر جمعیت داشته‌است و مساحت آن ۹٫۰۱ کیلومتر مربع است.